# Yōsuke Yamamoto (judoka)
Yōsuke Yamamoto (jap. 山本 洋祐 Yamamoto Yosuke; ur. 22 czerwca 1960 w prefekturze Kumamoto) – japoński judoka. Brązowy medalista olimpijski z Seulu 1988, w wadze półlekkiej.
Mistrz świata w 1987. Uczestnik zawodów w 1989. Startował w Pucharze Świata w 1989. Wicemistrz igrzysk azjatyckich w 1986. Mistrz Azji w 1984 roku.

## Letnie Igrzyska Olimpijskie 1988
| Konkurencja | Eliminacje            | Eliminacje          | Eliminacje           | Finały                   | Finały               | Klas. końcowa |
| Konkurencja | Przeciwnik I          | Przeciwnik II       | Przeciwnik III       | Półfinał                 | o 3 miejsce          | Miejsce       |
| ----------- | --------------------- | ------------------- | -------------------- | ------------------------ | -------------------- | ------------- |
| 65 kg       | Udo Quellmalz (DDR) Z | Joe Marchal (USA) Z | Josef Reiter (AUT) Z | Janusz Pawłowski (POL) P | Brent Cooper (NZL) Z | 3.            |